# Elezioni presidenziali in Mauritania del 2003
Le elezioni presidenziali in Mauritania del 2003 si tennero il 7 novembre.

## Risultati
| Candidati                    | Partiti                                    | Voti    | %     |
| ---------------------------- | ------------------------------------------ | ------- | ----- |
| Maaouya Ould Sid'Ahmed Taya  | Partito Repubblicano Democratico e Sociale | 438 915 | 66,69 |
| Mohamed Khouna Ould Haidalla | Indipendente                               | 123 244 | 18,73 |
| Ahmed Ould Daddah            | Raggruppamento delle Forze Democratiche    | 45 314  | 6,89  |
| Messaoud Ould Boulkheir      | Indipendente                               | 33 089  | 5,03  |
| Moulaye Elhacen Ould Jeid    | Indipendente                               | 9 768   | 1,48  |
| Aïcha Mint Jedaane           | Indipendente                               | 3 100   | 0,47  |
| Nessun candidato             | -                                          | 4 718   | 0,72  |
| Totale                       | Totale                                     | 658 148 | 100   |